# Nidaroský dóm

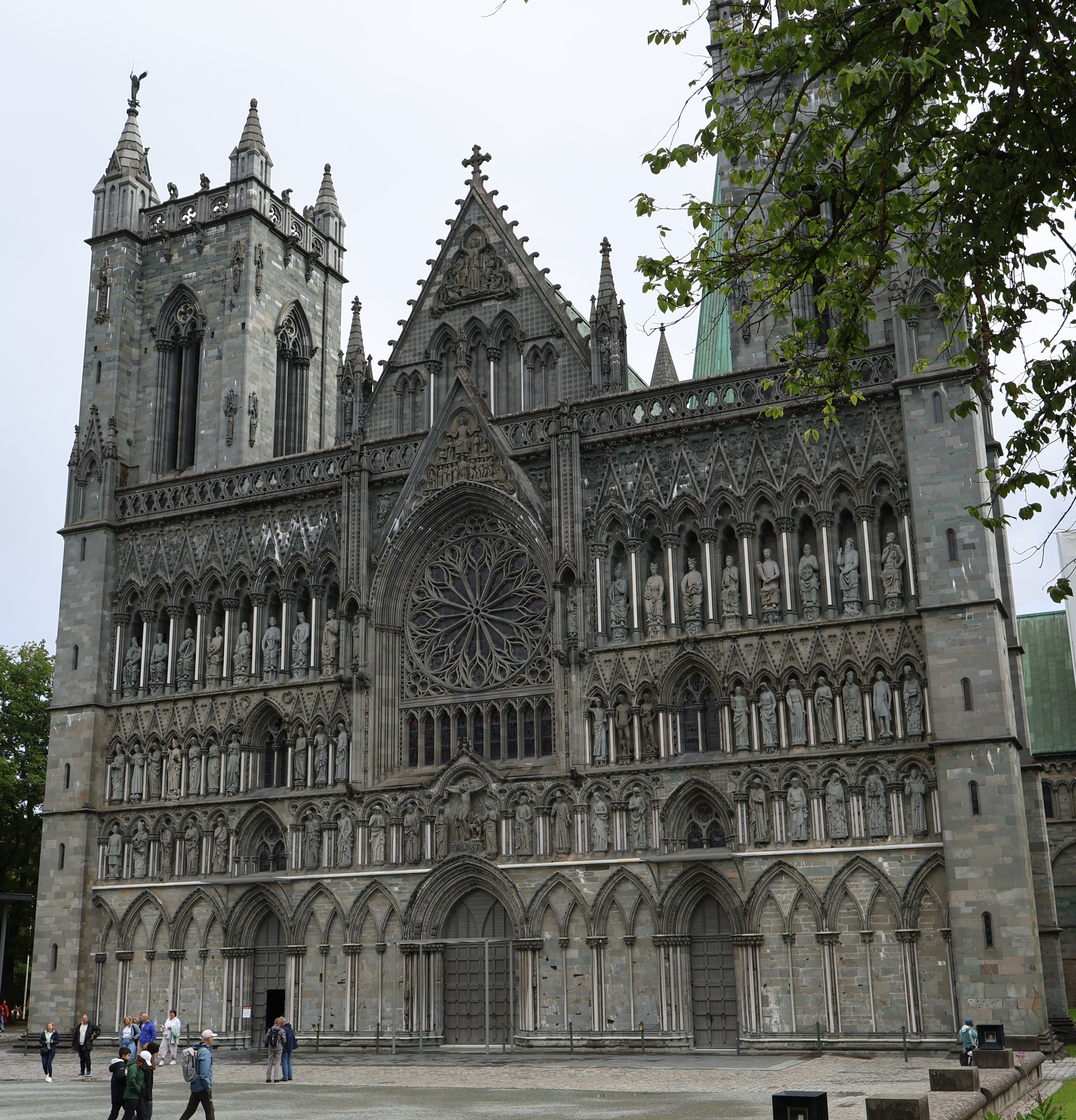
Nidaroský dóm

Nidaroský dóm (norsky Nidarosdomen) je nejmohutnější středověké architektonické dílo v celém Norsku. Nidaroský dóm se nachází ve třetím největším městě Norska – Trondheimu. Se svými 102 metry délky a 50 metry šíře je to největší gotický chrám ve Skandinávii. Dějiny stavby korunovačního dómu norských králů jsou velmi rozmanité a trvají bezmála celé tisíciletí.

## Dějiny a stavba

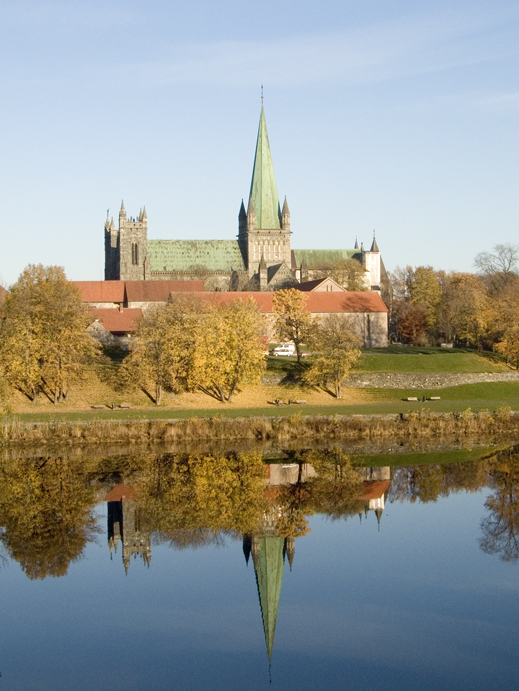
Nidaroský dóm

Když bylo podle pověsti neporušené tělo Olafa II. převezeno ze Stiklestadu do Nidarosu a pohřbeno v kostele svatého Klimenta, vyrazil údajně vedle kostela pramen, jehož voda byla zázračným lékem na všechny nemoci. A když se Olaf III.Kyrre roku 1066 vrátil do Nidarosu s mrtvolou svého otce, který padl v Anglii, s jeho doprovodem přišli do Norska i šlechtici anglosaského původu. Olaf Kyrre dal svého otce, Haralda III., pohřbít v mariánském kostele, chrám svatého Klimenta dal strhnout a započal se stavbou nového velkého kostela svatého Olafa, který byl za pozemského života vlastně jeho strýcem.
Plán stavby je pravděpodobně dílem některého z členů anglického doprovodu, protože velmi dlouhá chrámová loď svědčí o anglosaském vlivu. Stavba zřejmě nebyla podle záměru Olafa Kyrreho dokončena, protože základy dlouhé chrámové lodě jsou na západní straně náhle přerušeny. Ve 12. století byla tato loď nově vybudována a byla k ní připojena ještě příčná loď v románském stylu.
Teprve Øystein Erlandson, druhý arcibiskup z Nidarosu, přinesl ze svého pobytu v Římě poznatky o novém architektonickém stylu, který si osvojili cisterciáci. V tomto přechodném slohu mezi stylem románským a gotickým byly postaveny horní části příčné lodě a mariánská kaple, dnešní sakristie. Po ostrém sporu s králem Sverrem musel arcibiskup Øystein na dva roky odejít do Anglie. V Canterbury poznával anglickou gotiku a velice si jí cenil. Z toho pak vznikla myšlenka dokončit právě v tomto stylu chrám, který vznikal nad hrobem svatého Olafa. Když se arcibiskup zase smířil s králem Sverrem, vrátil se k pracím na chrámu a zahájil stavbu kruchty. Dal vystavět vysoký chór ve formě osmistěnu s ochozem v křehké gotice, jaká se v této podobě nikde jinde na severu nevyskytuje. Po Øysteinově smrti v roce 1188 přerušily další spory arcibiskupství s králem práce na dómu až do roku 1250. Teprve pak byl dokončen osmistěn a klenba nad ochozem a dlouhým chórem. Vedení stavby se ujali nejspíš mistři z Lincolnu, kteří dobře znali způsob výstavby gotické klenby s křížovým žebrovím. V letech 1235 až 1250 byla věž s křížením a k hlavní lodi byly přistavěny boční lodě. Věže na západním průčelí ještě nebyly dokončeny.
Po prvním požáru ve 14. století následovaly další, které chrám velmi poškodily. V době reformace byla hlavní loď v troskách. Tehdy se začalo s úpravami chóru a příčné lodě ve stylu protestantského farního kostela, ale Dánové tehdy odvezli celý chrámový poklad do Dánska a větší jeho část roztavili – to se stalo i se stříbrnou rakví svatého Olafa. Vnitřní vložená dřevěná rakev zůstala v Trondheimu a později byla uložena do zděného hrobu. Tato hrobka byla na příkaz dánského krále Fridricha II. naplněna zeminou, aby norský světec upadl docela v zapomnění. Dnes se už vůbec neví, kde se jeho hrobka nachází – s největší pravděpodobností někde v blízkosti vysokého hlavního oltáře. Devět tesaných křížů připomíná Olafa a dalších osm králů, kteří jsou v katedrále pohřbeni.

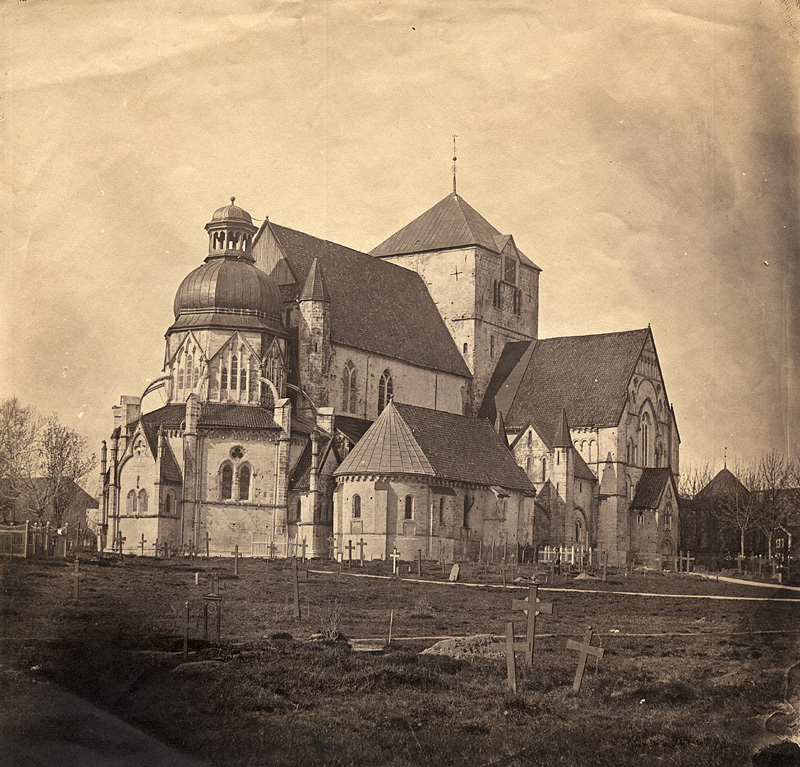
Nidaroský dóm v roce 1857.

Obnova dómu započala roku 1869. Do roku 1906 byly znovu vybudovány boční lodě a hlavní loď v novogotickém slohu – hlavní chór zůstal v původním stavu. Z průčelí se do té doby zachovala jenom jeho poškozená dolní část a také pět soch. Proto bylo nutné celou tuto část stavby kompletně rekonstruovat, přičemž základním vodítkem pro obnovu byla mědirytina ze 17. století.
Architekt Christian Christie, pod jehož vedením renovace probíhala, povolal roku 1897 do Trondheimu sochaře Gustava Vigelanda. Ten ale nebyl zakázkou právě nadšen. „Vydělávám velmi mnoho peněz, ale prodávám svou duši“, napsal tehdy jednomu ze svých přátel. Celý dóm mu připadal až příliš „protestantský“. Přesto však trvalo deset let, než se s touto zakázkou vypořádal. Později byla vyhlášena soutěž, v níž roku 1928 zvítězil teprve třicetiletý Helge Thiis: ten se pak ujal i uměleckého vedení stavby. Průčelí ještě nebylo úplně hotovo, když byl dóm roku 1930 na svátek svatého Olafa nově vysvěcen. Přesto mohly při této příležitosti poprvé zaznít varhany, které byly postaveny v Německu.
Teprve roku 1946 se začalo s definitivní dostavbou západního průčelí. Uměleckého vedení dostavby chrámu se ujal Stinius Fredriksen, který zakomponoval i sochy na průčelí chrámu. Celá veliká skupina skulptur se stala jakousi přehlídkou osobností křesťanské víry. Od Adama a Evy přes starozákonní proroky až po archanděly a světce, včetně Panny Marie s dítětem a zobrazení Krista při jeho nanebevstoupení – všechny tyto důležité osobnosti z bible i svatí z legend našli své místo na průčelí chrámu.
Sochy vytvořili různí umělci zcela novým způsobem, což se dá dobře rozeznat; jedinou výjimkou je bronzový archanděl na průčelí severní věže. Některé nádherné vitráže v okenních rámech jsou dílem Gabriela Kiellanda. Zvlášť působivá je rozeta nad západním portálem.